# ماريون أرشيبالد
ماريون أرشيبالد (بالإنجليزية: Marion Archibald)‏ هي عالمة عملات بريطانية، ولدت في 1935، وتوفيت في 23 أبريل 2016.